# اوکاتیلو (آریزونا)
اوکاتیلو (به انگلیسی: Ocotillo) یک منطقهٔ مسکونی در ایالات متحده آمریکا است که در آریزونا واقع شده‌است. اوکاتیلو ۱٬۳۴۲ متر بالاتر از سطح دریا واقع شده‌است.